# Lista odcinków serialu Impersonalni
Impersonalni (ang. Person of Interest) – amerykański serial, wyprodukowany przez Bad Robot Productions, Kilter Films oraz Warner Bros. Television i emitowany w stacji CBS od 22 września 2011 roku.

## Przegląd sezonów
| Seria | Seria | Liczba odcinków | Czas emisji                                                           |
| ----- | ----- | --------------- | --------------------------------------------------------------------- |
|       | 1     | 23              | 22 września 2011 – 17 maja 2012 13 października 2011 - 7 czerwca 2012 |
|       | 2     | 22              | 27 września 2012 – 9 maja 2013 11 października 2012 - 23 maja 2013    |
|       | 3     | 23              | 24 września 2013 – 13 maja 2014 15 października 2013 - 3 czerwca 2014 |
|       | 4     | 22              | 23 września 2014 – 5 maja 2015 14 października 2014 - 26 maja 2015    |
|       | 5     | 13              | 3 maja 2016 - 21 czerwca 2016                                         |

## Odcinki

### Sezon 1
| Nr | #  | Tytuł              | Reżyseria            | Scenariusz                             | Premiera CBS         | Premiera Seriale+    |
| -- | -- | ------------------ | -------------------- | -------------------------------------- | -------------------- | -------------------- |
| 1  | 1  | Pilot              | David Semel          | Jonathan Nolan                         | 22 września 2011     | 13 października 2011 |
| 2  | 2  | Ghosts             | Richard J. Lewis     | Greg Plageman & Jonathan Nolan         | 29 września 2011     | 20 października 2011 |
| 3  | 3  | Mission Creep      | Steven DePaul        | Patrick Harbinson                      | 6 października 2011  | 27 października 2011 |
| 4  | 4  | Cura Te Ipsum      | Charles Beeson       | Denise Thé                             | 13 października 2011 | 3 listopada 2011     |
| 5  | 5  | Judgement          | Colin Bucksey        | David Slack                            | 20 października 2011 | 10 listopada 2011    |
| 6  | 6  | The Fix            | Dennis Smith         | Nic Van Zeebroeck & Michael Sopczynski | 27 października 2011 | 17 listopada 2011    |
| 7  | 7  | Witness            | Frederick E. O. Toye | Amanda Segel                           | 3 listopada 2011     | 24 listopada 2011    |
| 8  | 8  | Foe                | Milan Cheylov        | Sean Hennen                            | 17 listopada 2011    | 8 grudnia 2011       |
| 9  | 9  | Get Carter         | Alex Zakrzewski      | Greg Plageman & Denise Thé             | 8 grudnia 2011       | 29 grudnia 2011      |
| 10 | 10 | Number Crunch      | Jeffrey Hunt         | Patrick Harbinson                      | 15 grudnia 2011      | 5 stycznia 2012      |
| 11 | 11 | Super              | Stephen Williams     | David Slack                            | 12 stycznia 2012     | 2 lutego 2012        |
| 12 | 12 | Legacy             | Brad Anderson        | Amanda Segel                           | 19 stycznia 2012     | 9 lutego 2012        |
| 13 | 13 | Root Cause         | Richard J. Lewis     | Erik Mountain                          | 2 lutego 2012        | 23 lutego 2012       |
| 14 | 14 | Wolf and Cub       | Chris Fisher         | Nic Van Zeebroeck & Michael Sopczynski | 9 lutego 2012        | 1 marca 2012         |
| 15 | 15 | Blue Code          | David Von Ancken     | Denise Thé                             | 16 lutego 2012       | 8 marca 2012         |
| 16 | 16 | Risk               | Jeff T. Thomas       | Sean Hennen                            | 23 lutego 2012       | 15 marca 2012        |
| 17 | 17 | Baby Blue          | Larry Teng           | Patrick Harbinson                      | 8 marca 2012         | 29 marca 2012        |
| 18 | 18 | Identity Crisis    | Charles Neeson       | Amy Berg                               | 29 marca 2012        | 19 kwietnia 2012     |
| 19 | 19 | Flesh and Blood    | Stephen Semel        | Amanda Segel                           | 5 kwietnia 2012      | 26 kwietnia 2012     |
| 20 | 20 | Matsya Nyaya       | Kevin Bray           | Ray Utarnachitt                        | 26 kwietnia 2012     | 17 maja 2012         |
| 21 | 21 | Many Happy Returns | Frederick E. O. Toye | Erik Mountain & Jonathan Nolan         | 3 maja 2012          | 24 maja 2012         |
| 22 | 22 | No Good Deed       | Stephen Williams     | David Slack                            | 10 maja 2012         | 31 maja 2012         |
| 23 | 23 | Firewall           | Richard J. Lewis     | Greg Plageman & Jonathan Nolan         | 17 maja 2012         | 7 czerwca 2012       |

### Sezon 2
| Nr | #  | Tytuł              | Reżyseria             | Scenariusz                            | Premiera CBS         | Premiera Seriale+    |
| -- | -- | ------------------ | --------------------- | ------------------------------------- | -------------------- | -------------------- |
| 24 | 1  | The Contingency    | Richard J. Lewis      | Denise Thé and Jonathan Nolan         | 27 września 2012     | 11 października 2012 |
| 25 | 2  | Bad Code           | Jon Cassar            | Greg Plageman & Patrick Harbinson     | 4 października 2012  | 18 października 2012 |
| 26 | 3  | Masquerade         | Jeff Hunt             | Melissa Scrivner-Love                 | 11 października 2012 | 25 października 2012 |
| 27 | 4  | Triggerman         | James Whitmore, Jr.   | Erik Mountain                         | 25 października 2012 | 1 listopada 2012     |
| 28 | 5  | Bury the Lede      | Jeff Hunt             | David Slack                           | 1 listopada 2012     | 8 listopada 2012     |
| 29 | 6  | High Road          | Félix Enríquez Alcalá | Nic Van Zeebroeck, Michael Sopczynski | 8 listopada 2012     | 22 listopada 2012    |
| 30 | 7  | Critical           | Frederick E. O. Toye  | Sean Hennen                           | 15 listopada 2012    | 29 listopada 2012    |
| 31 | 8  | Til Death          | Helen Shaver          | Amanda Segel                          | 29 listopada 2012    | 13 grudnia 2013      |
| 32 | 9  | C.O.D              | Clark Johnson         | Ray Utarnachitt                       | 6 grudnia 2012       | 3 stycznia 2013      |
| 33 | 10 | Shadow Box         | Stephen Surjik        | Patrick Harbinson                     | 13 grudnia 2012      | 10 stycznia 2013     |
| 34 | 11 | 2πR                | Richard J. Lewis      | Dan Dietz                             | 3 stycznia 2013      | 17 stycznia 2013     |
| 35 | 12 | Prisoner's Dilemma | Chris Fisher          | David Slack                           | 10 stycznia 2013     | 31 stycznia 2013     |
| 36 | 13 | Dead Reckoning     | John Dahl             | Erik Mountain                         | 31 stycznia 2013     | 7 lutego 2013        |
| 37 | 14 | One Percent        | Chris Fisher          | Denise Thé, Melissa Scrivner-Love     | 7 lutego 2013        | 14 lutego 2013       |
| 38 | 15 | Booked Solid       | Frederick E. O. Toye  | Nic Van Zeebroeck, Michael Sopczynski | 14 lutego 2013       | 28 lutego 2013       |
| 39 | 16 | Relevance          | Jonathan Nolan        | Amanda Segel, Jonathan Nolan          | 21 lutego 2013       | 7 marca 2013         |
| 40 | 17 | Proteus            | Kenneth Fink          | Sean Hennen                           | 7 marca 2013         | 21 marca 2013        |
| 41 | 18 | All In             | Tricia Brock          | Lucas O'Connor                        | 14 marca 2013        | 28 marca 2013        |
| 42 | 19 | Trojan Horse       | Jeffrey Hunt          | Dan Dietz, Erik Mountain              | 4 kwietnia 2013      | 18 kwietnia 2013     |
| 43 | 20 | In Extremis        | Chris Fisher          | Greg Plageman, Tony Camerino          | 25 kwietnia 2013     | 9 maja 2013          |
| 44 | 21 | Zero Day           | Jeffrey Hunt          | Amanda Segel, David Slack             | 2 maja 2013          | 16 maja 2013         |
| 45 | 22 | God Mode           | Richard J. Lewis      | Patrick Harbinson, Jonathan Nolan     | 9 maja 2013          | 23 maja 2013         |

### Sezon 3
Impersonalni sezon 3 jest emitowany od 24 września 2013 roku.
| Nr | #  | Tytuł             | Reżyseria            | Scenariusz                            | Premiera CBS         | Premiera Seriale+    |
| -- | -- | ----------------- | -------------------- | ------------------------------------- | -------------------- | -------------------- |
| 46 | 1  | Liberty           | Chris Fisher         | Greg Plageman, Denise Thé             | 24 września 2013     | 15 października 2013 |
| 47 | 2  | Nothing To Hide   | Erik Mountain        | Frederick E. O. Toye                  | 1 października 2013  | 22 października 2013 |
| 48 | 3  | Lady Killer       | Omar Madha           | Amanda Segel                          | 8 października 2013  | 29 października 2013 |
| 49 | 4  | Reasonable Doubt  | Stephen Williams     | Melissa Scrivner-Love                 | 15 października 2013 | 5 listopada 2013     |
| 50 | 5  | Razgovor          | Kenneth Fink         | David Slack                           | 22 października 2013 | 12 listopada 2013    |
| 51 | 6  | MORS PRAEMATURA   | Helen Shaver         | Dan Dietz                             | 29 października 2013 | 19 listopada 2013    |
| 52 | 7  | The Perfect Mark  | Stephen Surjik       | Sean Hennen                           | 5 listopada 2013     | 26 listopada 2013    |
| 53 | 8  | Endgame           | Sylvain White        | Nic Van Zeebroeck, Michael Sopczynski | 12 listopada 2013    | 3 grudnia 2013       |
| 54 | 9  | The Crossing      | Fred Toye            | Denise Thé                            | 19 listopada 2013    | 10 grudnia 2013      |
| 55 | 10 | The Devil's Share | Chris Fisher         | Amanda Segel, Jonathan Nolan          | 26 listopada 2013    | 17 grudnia 2013      |
| 56 | 11 | Lethe             | Richard J. Lewis     | Erik Mountain                         | 17 grudnia 2013      | 7 stycznia 2014      |
| 57 | 12 | Aletheia          | Richard J. Lewis     | Lucas O'Connor                        | 7 stycznia 2014      | 28 stycznia 2014     |
| 58 | 13 | 4C                | Stephen Williams     | Melissa Scrivner-Love                 | 14 stycznia 2014     | 4 lutego 2014        |
| 59 | 14 | Provenance        | Jeffrey Hunt         | Sean Hennen                           | 4 lutego 2014        | 25 lutego 2014       |
| 60 | 15 | Last Call         | Jeff T. Thomas       | Dan Dietz                             | 25 lutego 2014       | 18 marca 2014        |
| 61 | 16 | RAM               | Stephen Surjik       | Nic Van Zeebroeck, Michael Sopczynski | 4 marca 2014         | 25 marca 2014        |
| 62 | 17 | Root Path         | Jeff Gibson          | David Slack                           | 18 marca 2014        | 8 kwietnia 2014      |
| 63 | 18 | Allegiance        | Jeffrey Hunt         | Tony Camerino                         | 25 marca 2014        | 15 kwietnia 2014     |
| 64 | 19 | Most Likely To... | Kevin Hooks          | Melissa Scrivner-Love, Denise Thé     | 1 kwietnia 2014      | 22 kwietnia 2014     |
| 65 | 20 | Death Benefit     | Richard J. Lewis     | Erik Mountain, Lucas O'Connor         | 15 kwietnia 2014     | 6 maja 2014          |
| 66 | 21 | Beta              | Frederick E. O. Toye | Sean Hennen, Dan Dietz                | 29 kwietnia 2014     | 20 maja 2014         |
| 67 | 22 | A House Divided   | Chris Fisher         | Amanda Segel                          | 6 maja 2014          | 27 maja 2014         |
| 68 | 23 | Deus Ex Machina   | Chris Fisher         | Greg Plageman, David Slack            | 13 maja 2014         | 3 czerwca 2014       |

### Sezon 4
| Nr | #  | Tytuł               | Reżyseria            | Scenariusz                           | Premiera CBS         | Premiera Seriale+    |
| -- | -- | ------------------- | -------------------- | ------------------------------------ | -------------------- | -------------------- |
| 69 | 1  | Panopticon          | Richard J. Lewis     | Erik Mountain & Greg Plageman        | 23 września 2014     | 14 października 2014 |
| 70 | 2  | Nautilus            | Chris Fisher         | Dan Dietz & Melissa Scrivner-Love    | 30 września 2014     | 21 października 2014 |
| 71 | 3  | Wingman             | Frederick E. O. Toye | Amanda Segel                         | 7 października 2014  | 28 października 2014 |
| 72 | 4  | Brotherhood         | Chris Fisher         | Denise Thé                           | 14 października 2014 | 4 listopada 2014     |
| 73 | 5  | Prophets            | Kenneth Fink         | Lucas O'Connor                       | 21 października 2014 | 11 listopada 2014    |
| 74 | 6  | Pretenders          | Stephen Surjik       | Ashley Gable                         | 28 października 2014 | 18 listopada 2014    |
| 75 | 7  | Honor Among Thieves | Sylvain White        | David Slack                          | 11 listopada 2014    | 2 grudnia 2014       |
| 76 | 8  | Point of Origin     | Richard J. Lewis     | Tony Camerino                        | 18 listopada 2014    | 9 grudnia 2014       |
| 77 | 9  | The Devil You Know  | Richard J. Lewis     | Erik Mountain                        | 25 listopada 2014    | 16 grudnia 2014      |
| 78 | 10 | The Cold War        | Michael Offer        | Amanda Segel                         | 16 grudnia 2014      | 6 stycznia 2015      |
| 79 | 11 | If-Then-Else        | Chris Fisher         | Denise Thé                           | 6 stycznia 2015      | 27 stycznia 2015     |
| 80 | 12 | Control Alt Delete  | Stephen Surjik       | Andy Callahan                        | 13 stycznia 2015     | 3 lutego 2015        |
| 81 | 13 | M.I.A.              | Kevin Bray           | Lucas O'Connor                       | 3 lutego 2015        | 24 lutego 2015       |
| 82 | 14 | Guilty              | Kate Woods           | David Slack                          | 10 lutego 2015       | 3 marca 2015         |
| 83 | 15 | Q&A                 | Stephen Semel        | Dan Dietz                            | 17 lutego 2015       | 10 marca 2015        |
| 84 | 16 | Blunt               | Frederick E. O. Toye | Amanda Segel, Greg Plageman          | 24 lutego 2015       | 17 marca 2015        |
| 85 | 17 | Karma               | Chris Fisher         | Sabir Pirzada & Hillary Benefiel     | 10 marca 2015        | 31 marca 2015        |
| 86 | 18 | Skip                | Helen Shaver         | Ashley Gable                         | 24 marca 2015        | 14 kwietnia 2015     |
| 87 | 19 | Search and Destroy  | Stephen Surjik       | Zak Schwartz                         | 7 kwietnia 2015      | 28 kwietnia 2015     |
| 88 | 20 | Terra Incognita     | Alrick Riley         | Erik Mountain, Melissa Scrivner Love | 14 kwietnia 2015     | 5 maja 2015          |
| 89 | 21 | Asylum              | Frederick E. O. Toye | Denise Thé, Andy Callahan            | 28 kwietnia 2015     | 19 maja 2015         |
| 90 | 22 | YHWH                | Chris Fisher         | Dan Dietz, Greg Plageman             | 5 maja 2015          | 26 maja 2015         |

### Sezon 5
| Nr  | #  | Tytuł                       | Reżyseria            | Scenariusz                   | Premiera CBS    | Premiera Seriale+ |
| --- | -- | --------------------------- | -------------------- | ---------------------------- | --------------- | ----------------- |
| 91  | 1  | B.S.O.D.                    | Chris Fisher         | Greg Plageman, Tony Camerino | 3 maja 2016     | 13 maja 2016      |
| 92  | 2  | SNAFU                       | Chris Fisher         | Lucas O'Connor               | 9 maja 2016     | 20 maja 2016      |
| 93  | 3  | Truth Be Told               | Stephen Surjik       | Erik Mountain                | 10 maja 2016    | 27 maja 2016      |
| 94  | 4  | 6,741                       | Chris Fisher         | Lucas O'Connor, Denise Thé   | 16 maja 2016    | 3 czerwca 2016    |
| 95  | 5  | ShotSeeker                  | Maja Vrvilo          | Andy Callahan                | 17 maja 2016    | 10 czerwca 2016   |
| 96  | 6  | A More Perfect Union        | Alrick Riley         | Melissa Scrivner Love        | 23 maja 2016    | 17 czerwca 2016   |
| 97  | 7  | QSO                         | Kate Woods           | Hillary Benefiel             | 24 maja 2016    | 24 czerwca 2016   |
| 98  | 8  | Reassortment                | Kenneth Fink         | Tony Camerino                | 24 maja 2016    | 1 lipca 2016      |
| 99  | 9  | Sotto Voce                  | Margot Lulick        | Sabir Pirzada                | 30 maja 2016    | 8 lipca 2016      |
| 100 | 10 | The Day the World Went Away | Frederick E. O. Toye | Andy Callahan                | 31 maja 2016    | 15 lipca 2016     |
| 101 | 11 | Synecdoche                  | Tim Matheson         | Jacey Heldrich, Josh Brown   | 7 czerwca 2016  | 22 lipca 2016     |
| 102 | 12 | .exe                        | Greg Plageman        | Erik Mountain, Greg Plageman | 14 czerwca 2016 | 29 lipca 2016     |
| 103 | 13 | Return 0                    | Chris Fisher         | Jonathan Nolan, Denise Thé   | 21 czerwca 2016 | 5 sierpnia 2016   |